# Francesco Piccolomini (Philosoph)

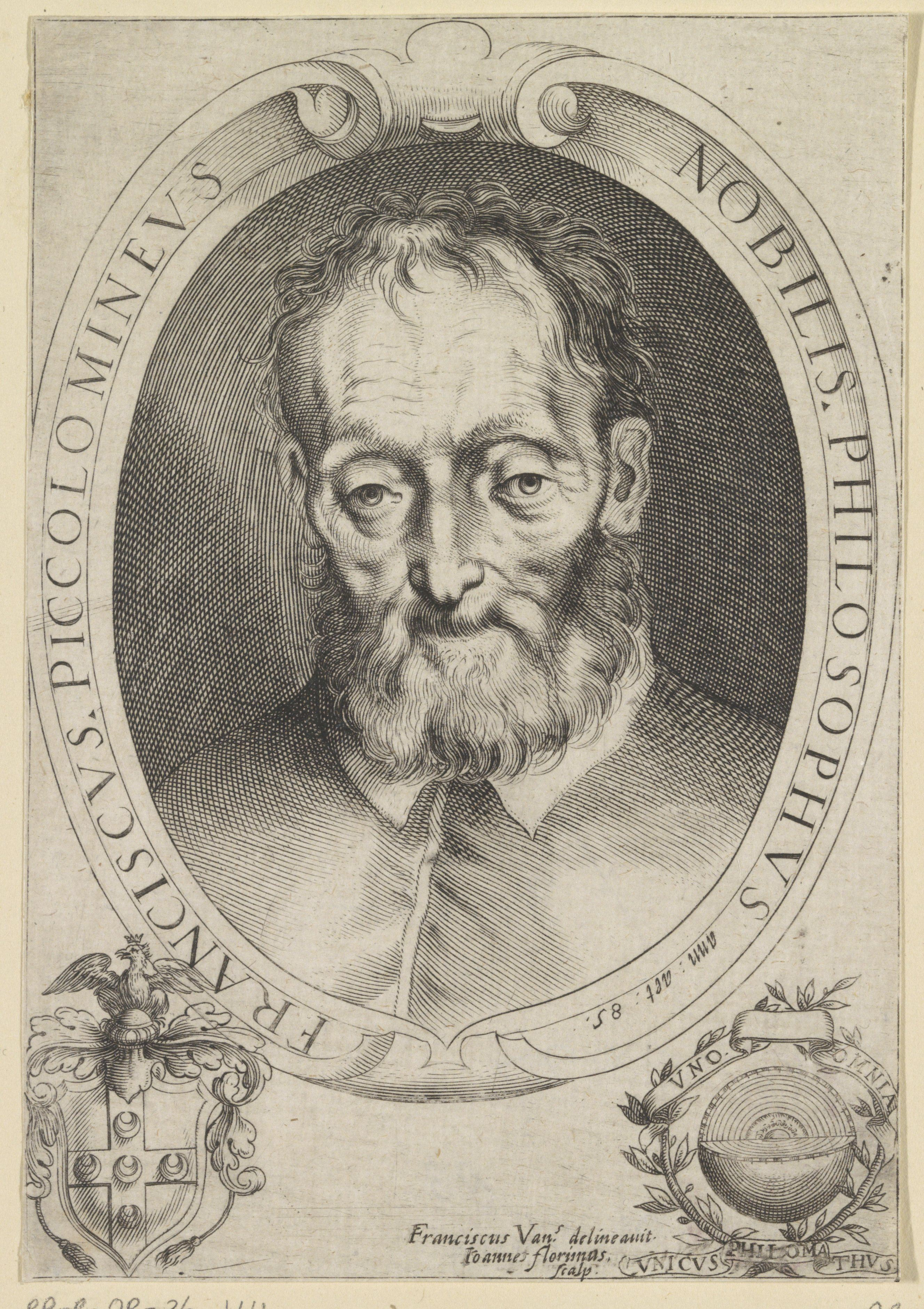
Francesco Piccolomini

Francesco Piccolomini (* 25. Januar 1523 in Siena; † 22. April 1607 ebendort) lehrte an der Universität Padua Philosophie.
Der Sohn eines Dr. iuris utriusque Niccoló aus der angesehenen Adelsfamilie der Piccolomini studierte in Siena bis 1546. Dort beteiligte er sich an der Sieneser Accademia degli Intronati, einer lokalen Humanistengruppe. Nach mehreren Dozentenstellen an der Universität Siena, Macerata und Perugia (1550–1560), wo er den Philosophen und späteren Kardinal Costanzo da Sarnano kennenlernte, wurde er für Naturphilosophie nach Padua berufen und lehrte dort 1560–1598. Das Hauptwerk Universa philosophia de moribus zur Ethik und Politik setzt sich mit Aristoteles auseinander und bemühte sich um eine Synthese mit dem Platonismus. Darüber führte er Kontroversen mit seinem Kollegen Jacopo Zabarella. Ein anderer Kollege war Federico Pendasio, der 1571 nach einem Disput nach Bologna ging. Sie warfen ihm vor, ein Platoniker zu sein, womit er vom kirchlichen Aristotelismus abweiche.
Er gehörte zu den meistverehrten und bestbezahlten Philosophieprofessoren seiner Zeit. 1572 heiratete er die Adlige Fulvia Placidi aus Siena, mit der er vier Kinder hatte. 1698 kehrte er nach Siena zurück und besorgte seine Publikationen. Er wurde 1605 Mitglied (Name Unico) der Accademia dei Filomati. Begraben ist er in der Franziskanerkirche Basilica di San Francesco.

## Werke
- Universa philosophia de moribus, nunc primum in decem gradus redacta et explicata, Venedig 1583, Frankfurt a. M. 1601 (Angriff auf Jacopo Zabarella)
- Comes politicus pro recta ordinis ratione propugnator, 1596
- Librorum ad scientiam de natura attinentium, Venedig 1596
- De arte definiendi et eleganter discurrendi liber singularis, Frankfurt a. M. 1600
- Expositiones et annotationes in Aristotelem de ortu et interitu, Venedig 1602
- Discursus ad universam logicam attinens (1606)
- OpenLibrary.org: Francesco Piccolomini opera. Abgerufen am 20. Dezember 2022.

## Einzelbelege
1. ↑  Eugenio Garin: History of Italian Philosophy. Rodopi, 2008, ISBN 978-90-420-2321-5 (google.com [abgerufen am 20. Dezember 2022]).
2. ↑  Jill Kraye (1997), p. 68

| Personendaten    | Personendaten                         |
| ---------------- | ------------------------------------- |
| NAME             | Piccolomini, Francesco                |
| ALTERNATIVNAMEN  | Piccolomini, Francesco di Niccoló     |
| KURZBESCHREIBUNG | italienischer Philosoph und Professor |
| GEBURTSDATUM     | 25. Januar 1523                       |
| GEBURTSORT       | Siena                                 |
| STERBEDATUM      | 22. April 1607                        |
| STERBEORT        | Siena                                 |